# Marian Lupu
Marian Lupu, född 20 juni 1966 i Beltsy, Moldaviska SSR i Sovjetunionen (nuvarande Bălți i Moldavien), är en moldavisk politiker som var parlamentets talman och tillförordnad president från 2010–2012.